# Pietro Brunetta d'Usseaux
Pietro Brunetta d'Usseaux (Pinerolo, 26 luglio 1831 – Genova, 10 marzo 1904) è stato un generale italiano, veterano della prima, della seconda e della terza guerra d'indipendenza, decorato con la Medaglia d'oro al valor militare a vivente, della Croce di Ufficiale dell'Ordine militare di Savoia, della Croce di Commendatore della Legion d'onore francese e del titolo di Commendatore dell'Ordine Imperiale di Francesco Giuseppe.

## Biografia
Figlio come gli altri suoi sei fratelli del conte Luigi e della contessa Cristina Cotti di Brusasco da Pinerolo, Pietro apparteneva all'antica famiglia militare dei Brunetta d'Usseaux e fu allievo del collegio per figli di militari di Racconigi dal 1845, uscendone tre anni dopo e arruolandosi come volontario nell'esercito sabaudo, assegnato al Reggimento granatieri della Brigata "Regina". Prese parte quindi quello stesso anno alla prima guerra d'indipendenza ed ebbe il proprio battesimo del fuoco nella battaglia di Santa Lucia del 6 maggio dove seppe meritarsi una menzione onorevole e la promozione a sottotenente, grado con cui prese parte alla battaglia di Novara l'anno successivo.
Nel 1855 partì volontario in forza al corpo italiano di spedizione in Crimea permanendovi sino all'anno successivo.
Promosso capitano nel 1859, venne assegnato al 15º reggimento di fanteria, venendo trasferito dal febbraio di quello stesso anno al 7º Battaglione bersaglieri, ottenendo durante la seconda guerra d'indipendenza il comando della 26ª compagnia. Durante la battaglia di Palestro condusse valorosamente una carica dei suoi uomini, venendo nominato Cavaliere dell'Ordine militare di Savoia.

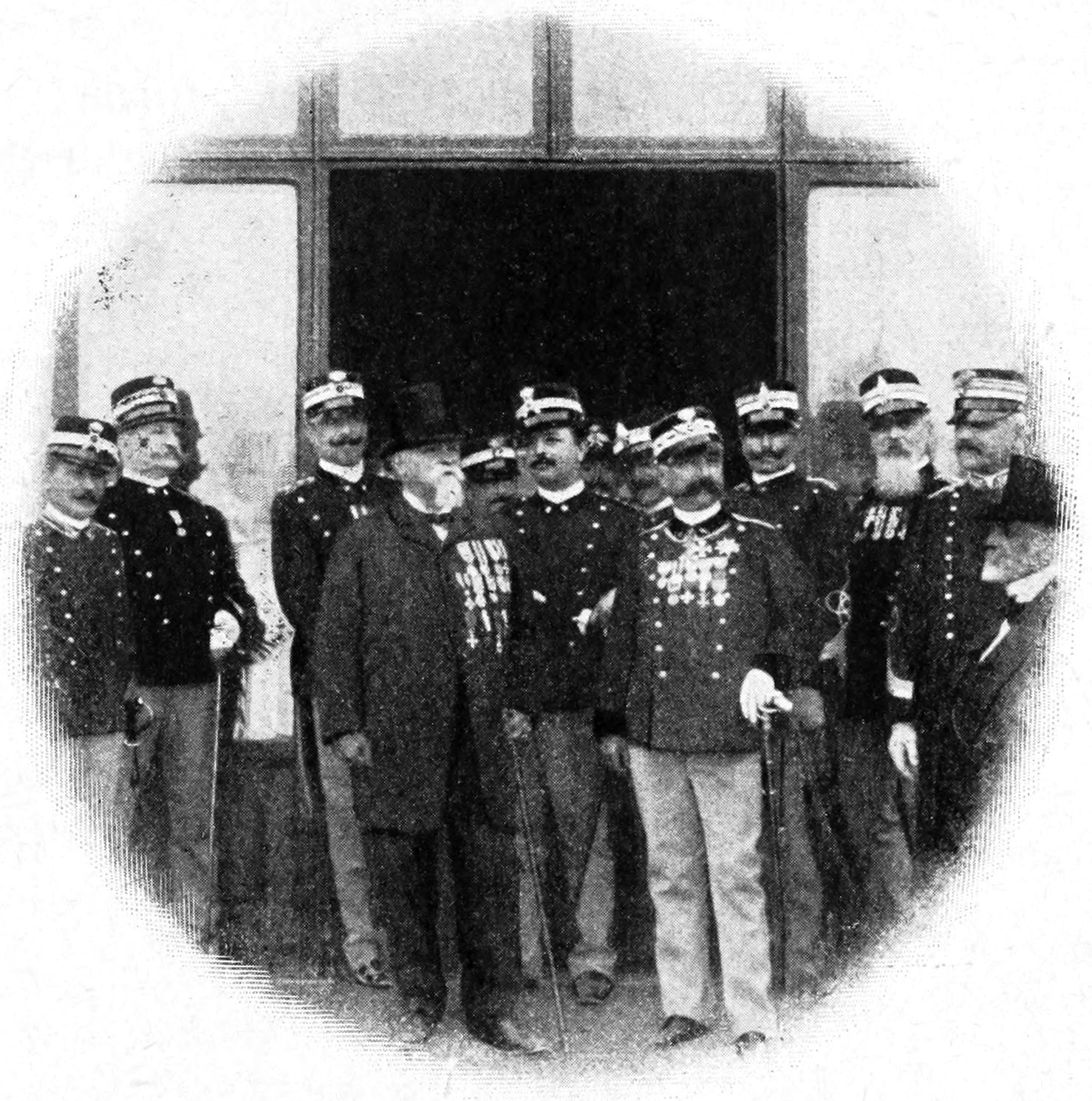
Pietro Brunetta (al centro) in compagnia a Borgo Vercelli

Il 3 ottobre del 1860 prese parte all'Assedio di Ancona dove ottenne una Medaglia d'argento al valor militare. Il 20 ottobre successivo a Macerone ottenne una menzione onorevole nella conduzione della campagna meridionale, combattendo poi sul Garigliano il 29 ottobre, all'assedio di Gaeta dove venne ferito ed a Messina il 13 marzo del 1861. Per queste azioni venne promosso al rango di Ufficiale dell'Ordine Militare di Savoia.
Ottenuta la promozione a maggiore, venne assegnato al comando del 10º Battaglione bersaglieri, venendo poi trasferito al 24° col quale prese parte alla terza guerra d'indipendenza. Il 19 settembre 1866 venne inviato a Palermo al seguito della divisione del generale Angioletti per reprimere la rivolta locale, operazione per cui ottenne la Medaglia d'oro al valor militare per il grande coraggio dimostrato malgrado la scarsità di uomini disponibili (circa 50 bersaglieri in tutto contro una città in rivolta).
Promosso al rango di colonnello nel 1873, dal 1 febbraio del 1880 venne posto a riposo, venendo promosso maggiore generale nel 1893. Nel 1903 venne promosso tenente generale. Morì a Genova dove aveva preso residenza, nel 1904.

### Periodici
- A. Gasparinetti, I fratelli Brunetta d'Usseaux, in Rivista Militare, n. 5, Roma, Stato Maggiore dell'Esercito, settembre-ottobre 1995,  pp. 138-141.